# Crenularia concolor
Crenularia concolor là một loài bướm đêm trong họ Noctuidae.